# Josep Oriol Canals i Farriols
Josep Oriol Canals Farriols (Barcelona, 10 d'octubre de 1914 — La Borbolla, Astúries, 5 d'agost de 1937) va ser un esquiador i excursionista català.
Membre del Centre Excursionista de Catalunya, va destacar en la pràctica de l'esquí de fons durant la dècada del 1930. Va ser el primer català a participar a uns Jocs Olímpics d'Hivern, els celebrats a Garmisch-Partenkirchen l'any 1936. Va competir a la prova de 18 km finalitzant en la 65a posició. Va morir combatent al front d'Astúries durant la Guerra Civil Espanyola.